# Volo Air Inter 148
Il volo Air Inter 148 era un volo di linea della compagnia francese Air Inter che il 20 gennaio 1992 si è schiantato sui monti Vosgi, vicino a Mont Sainte-Odile, Francia, mentre era in attesa di atterrare all'Aeroporto di Strasburgo-Entzheim. 87 dei 96 presenti a bordo sono morti.
Il 2 maggio 2006, 14 anni dopo gli eventi, si è aperto il processo sull'incidente davanti al Tribunale penale di Colmar. Sei dirigenti di Air Inter, Airbus, Aviazione Civile e un controllore del traffico aereo sono stati accusati per “omicidio e lesioni involontarie”. Il 7 novembre 2006, il tribunale ha assolto gli imputati, sulla base del fatto che "non hanno commesso alcun illecito penale", vale a dire che non hanno commesso alcun reato grave ai sensi della legge. Tuttavia, è stata riconosciuta la responsabilità civile dell'Airbus per una colpa civile legata alla progettazione della cabina di pilotaggio dell'A320, e quella dell'Air France, che aveva assorbito l'Air Inter, in qualità di vettore.

## Antefatto
L'aereo è un Airbus A320-111 immatricolato F-GGED, consegnato ad Air Inter nel 1988. È equipaggiato con motori CFM56-5-A1 costruiti in collaborazione da General Electric e Snecma e commercializzati dalla loro società congiunta CFMI.
L'Airbus A320 è il risultato della volontà dell'azienda Airbus di offrire una gamma diversificata di aeromobili. Avviato nel 1982, il progetto creò un velivolo altamente computerizzato, tecnologicamente all'avanguardia rispetto all'allora dominante industria aeronautica americana. Per garantirne la commercializzazione, Airbus sottolinea la facilità d'uso di questo dispositivo, nonché la sua affidabilità. Inoltre il computer è considerato più sicuro della mente dei piloti, portando così a privilegiare l'azione del computer di bordo rispetto a quella dell'equipaggio.
Il volo 148 è stato il terzo di una serie di incidenti causati, almeno in parte, da ciò che invece si era creduto essere scarsa familiarità dei piloti con il sofisticato sistema computerizzato dell'Airbus A320. Gli altri due incidenti sono stati il Volo Air France 296 avvenuto ad Habsheim nel 1988 e il Volo Indian Airlines 605 avvenuto a Bangalore nel 1990.

## Il volo e l'incidente
Il comandante di volo, Christian Hecquet, 42 anni, ha accumulato 8.806 ore di volo. Su un Airbus A320, la sua esperienza è di 162 ore, mentre il copilota Joël Cherubin, 37 anni, ha alle spalle 3.615 ore di volo. Su un Airbus A320, la sua esperienza è di 61 ore.
L'aereo decollò da Lione-Satolas (ora Aeroporto di Lione-Saint-Exupéry) per poi atterrare a Strasburgo-Entzheim, il 20 gennaio 1992 intorno alle 17:20 con a bordo 90 passeggeri, sei membri dell'equipaggio compresi i due piloti e quattro assistenti di cabina. L'aereo passa sopra il VOR di Luxeuil-les-Bains e deve dirigersi verso il punto di riferimento ANDLO vicino a Barr. La sua rotta è di circa 50°, cioè direttamente sull'asse della pista 05 dell'aeroporto di Strasburgo Entzheim. L'aereo passò sotto il controllo della TMA Strasburgo poi sotto quello del CTR Strasburgo. Quest'ultimo si sta preparando a far atterrare l'A320 direttamente sulla pista 05 con un avvicinamento di tipo VOR DME. L'equipaggio non era abituato a questo tipo di approccio. Il cielo era nuvoloso e buio.

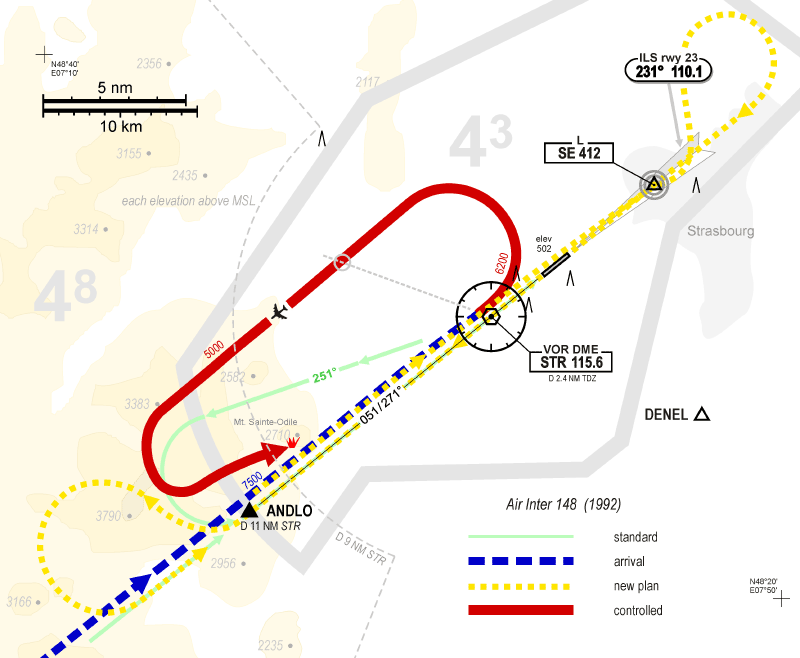
Traiettoria di arrivo (blu), procedura normale (verde), rotta di avvicinamento pianificata (giallo), volo controllato dal radar (rosso).

Il capitano, che è il pilota in comando per questo volo, preferisce atterrare indirettamente, girando visivamente la pista dopo essersi allineato sopra la pista alla direzione 051° utilizzando il dispositivo ILS sulla pista 23 (direzione opposta a 05). Non avendo pianificato di scendere direttamente sulla pista 05, i piloti hanno impiegato del tempo per ridurre la velocità e l'altitudine. Ciò non consente quindi loro di effettuare l’atterraggio diretto previsto dal controllore; chiedono quindi di effettuare il giro di pista a vista. Ma poiché diversi aerei sono in attesa di decollare, il controllore chiede loro di eseguire la procedura VOR DME completa sullo 05, più lunga ma che darà agli aerei a terra il tempo di decollare. Questa procedura obbligherà l'aereo a fare un'inversione a U, quindi allontanarsi di 11 NM, passare sopra le colline del Mont Saint-Odile a un'altitudine di 5.000 piedi, quindi girarsi nuovamente per allinearsi sull'asse della pista 05 (allineandosi utilizzando il VOR di Strasburgo), ripassare sopra il punto ANDLO e cominciare a scendere. È al termine di quest'ultima virata che l'aereo precipiterà a un'altitudine di circa 800 metri sulle colline dei Vosgi.
Questa procedura VOR DME per lo 05 non piace ai piloti perché ne ritarda l'arrivo. Per risparmiare loro un po' di tempo, il controllore propone di eseguire questa procedura ma con la guida radar direttamente verso ANDLO: indica loro i tempi in cui virare e le direzioni da prendere. Questo infatti permette di svoltare prima e di accorciare il circuito di avvicinamento. Quindi, invece di effettuare una virata finale ampia, l’aereo effettuerà una virata più stretta e recupererà la linea centrale della pista in modo più diretto.
L'aereo vira a sud-ovest e si allontana. Quindi il controllore chiede loro di virare a sinistra in direzione 90°. Poi chiede loro di proseguire la virata per stabilirsi sulla radiale 051° della VOR STR.
Il problema è che il pilota ha visualizzato 051° nell'autopilota, il che ha comportato una virata troppo stretta. L'aereo si è trovato sulla rotta corretta (051°) ma a sinistra della linea centrale della pista e del punto ANDLO. Era dal punto ANDLO che doveva iniziare la discesa. L'equipaggio deve quindi gestire la traiettoria su entrambi i piani, verticale e orizzontale: deve iniziare la discesa contemporaneamente a catturare l'asse della pista. Il tutto senza visibilità esterna perché sono nello strato di nuvole, e con l'unico aiuto del display della strumentazione sul cruscotto. A quanto pare è il copilota che per primo si accorge dell'errore di traiettoria e suggerisce una correzione di rotta.
Fu in questo momento (45 secondi prima dello schianto) che iniziò la discesa ad una velocità troppo elevata.
Venti secondi prima dello schianto, il capitano ha fatto un'osservazione sulla discesa: "devi stare attento che non scenda...". Viene interrotto dal copilota che annuncia "sull'asse!". È ovvio che in questo momento i due piloti si preoccupano solo della traiettoria laterale e non della discesa.
L'aereo inclinato a 12° per intercettare l'asse di avvicinamento finale, percorre il Monte La Bloss alla velocità di 190 nodi (345 km/h), su una traiettoria di discesa d'ambiente 11°. L'abbassamento è prodotto a un'altitudine di 800 metri (2620 piedi), nell'ambiente di 0,8 mille miglia nautiche (1 500 m) a sinistra dell'asse di avvicinamento e a 10,5 mille miglia nautiche (19 ,5 km) dalla pista.
I piloti non avevano avuto alcun avviso strumentale di impatto imminente, dato che Air Inter non dotava i suoi velivoli del sistema di allarme GPWS: ciò incoraggiava i suoi piloti a volare veloci a bassa quota (fino a 350 nodi sotto i 10.000 piedi) mentre le altre compagnie aeree in genere non superavano i 250 nodi. Dato che questa condotta faceva intervenire gli allarmi del sistema GPWS troppo spesso, la compagnia decise di abolire il sistema, per tentare di contrastare la concorrenza dei treni ad alta velocità TGV.

## Operazioni di soccorso

I resti del volo 148 dopo lo schianto.

Dopo l'incidente sono state iniziate le operazioni di soccorso, l'allarme è stato dato dal controllore dell'avvicinamento di Strasburgo, che ha allertato il centro di coordinamento e salvataggio di Drachenbronn (RCC), il centro di controllo di Reims (CRNA Est) e la prefettura del Basso Reno. 
L'RCC chiede la restituzione della registrazione radar di Drachenbronn, accordi simili vengono presi dalla CRNA Est. La restituzione viene resa disponibile al RCC solo rispettivamente alle ore 20:10 e 22:04, in ragione delle modalità di ripristino delle traiettorie radar esistenti in tali centri alla data dell'incidente, e delle procedure in vigore, in merito alla loro attuazione.Questi elementi consentono solo all'RCC di ridurre lentamente l'area di ricerca, soprattutto perché il faro Argos dell'aereo è stato completamente distrutto al momento dell'impatto.
La prefettura, su richiesta del RCC, attiva il SATER/3. La ricerca si estende ad un'area compresa tra Mont Sainte-Odile e Andlau. Un elicottero Alouette III della sicurezza civile con sede all'aeroporto di Strasburgo-Entzheim. Fa una ricerca visiva, ma che non riguarda né Mont Sainte-Odile né La Bloss, alle 19:30 UTC, il settore della ricerca viene ampliato, che adesso si trova tra Mont Sainte-Odile, Barr, Andlau e Le Hohwald.
Sulla base alle indicazioni fornite al PCO da due agenti dell'Air Inter sul punto sorvolato dall'A320 durante il suo ultimo contatto radio (Breitenbach), vengono definite tre zone di ricerca di 3 km per lato. La zona n. 1, prioritaria, era centrata su La Bloss. Si parlava di coinvolgere le gendarmes mobiles al loro arrivo per effettuare ricerche in questa zona con l'aiuto dei vigili del fuoco e delle guide del Club Vosgi. Lo schieramento delle varie squadre di ricerca in quest'area è stato effettuato dalle 21:00 alle 21:35.
Due giornalisti corrispondenti del TF1 a Strasburgo, Jean-Pierre Stucki e il suo collega Eric Sching, dopo aver effettuato ricerche di propria iniziativa, hanno scoperto i sopravvissuti e i rottami dell'aereo. Avvisano i gendarmi del luogo, grazie a queste indicazioni il gruppo mobile della gendarmeria raggiunge il posto. La polizia presta i primi soccorsi. Quattro persone sono state evacuate dalla polizia perché ritenute trasportabili.
La seconda colonna di soccorso proveniente da Obernai attraverso Ottrott è arrivata circa 45 minuti dopo la prima. Il progresso è complicato dalle pessime condizioni delle strade e dalla loro congestione dovuta all'afflusso di spettatori. Il posizionamento dei veicoli è reso difficoltoso dalla presenza di numerosi altri veicoli (altri servizi di emergenza, servizi di sicurezza, curiosi, giornalisti). Mentre salgono verso il luogo dell'incidente, i medici e i soccorritori incontrano la colonna in discesa. I feriti vengono poi presi in barella da questa seconda colonna e trasportati sulla strada dipartimentale dove si trovano le ambulanze.
La seconda colonna di soccorso proveniente da Obernai via Ottrott è arrivata circa 45 minuti dopo la prima. Il progresso è complicato dalle pessime condizioni delle strade e dalla loro congestione dovuta all'afflusso di spettatori. Il posizionamento dei veicoli è reso difficoltoso dalla presenza di numerosi altri veicoli (altri servizi di emergenza, servizi di sicurezza, curiosi, giornalisti). Mentre salgono verso il luogo dell'incidente, i medici e i soccorritori incontrano la colonna in discesa. I feriti vengono poi presi in barella da questa seconda colonna e trasportati sulla strada dipartimentale dove si trovano le ambulanze, le operazioni di soccorso si concludono con il trasporto dei feriti verso i vari ospedali della zona.
Molte critiche sono state fatte sul ritardo nei soccorsi. Sembra che la colpa sia in parte della definizione di un perimetro di ricerca troppo ampio, alle 19:30: richiedendo un gran numero di uomini per la ricerca, ha costretto le autorità ad attendere la concentrazione di personale sufficiente per scendere sul campo. I servizi di soccorso, una volta avviati, vengono ritardati da una strada intasata di curiosi. Tra lo schianto e il loro arrivo trascorsero 4 ore e 30 minuti, un tempo enorme è durante questo periodo che morirono diversi dei sopravvissuti.

## Bilancio delle vittime

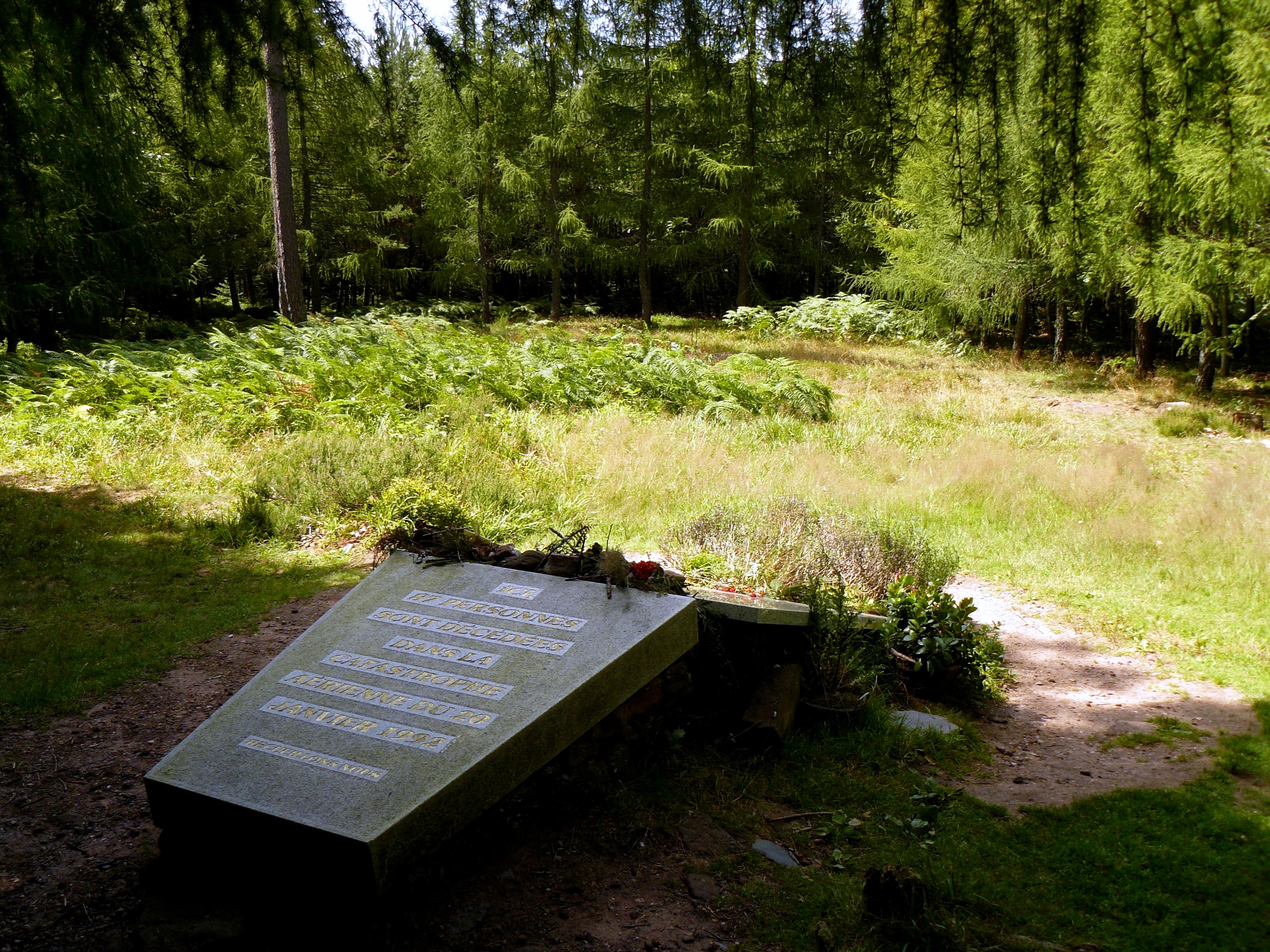
La radura, luogo dell'incidente

Sopravvissuti: 8 passeggeri, più un membro dell'equipaggio. Sei vittime sono morte solo dopo l'impatto, due delle quali probabilmente sarebbero sopravvissute se i servizi di emergenza fossero intervenuti entro le prime due ore (sono morti durante il trasporto).
Morti: 82 passeggeri, 5 membri dell'equipaggio. Una delle vittime è la sorella del fumettista Tomi Ungerer.

## Le indagini

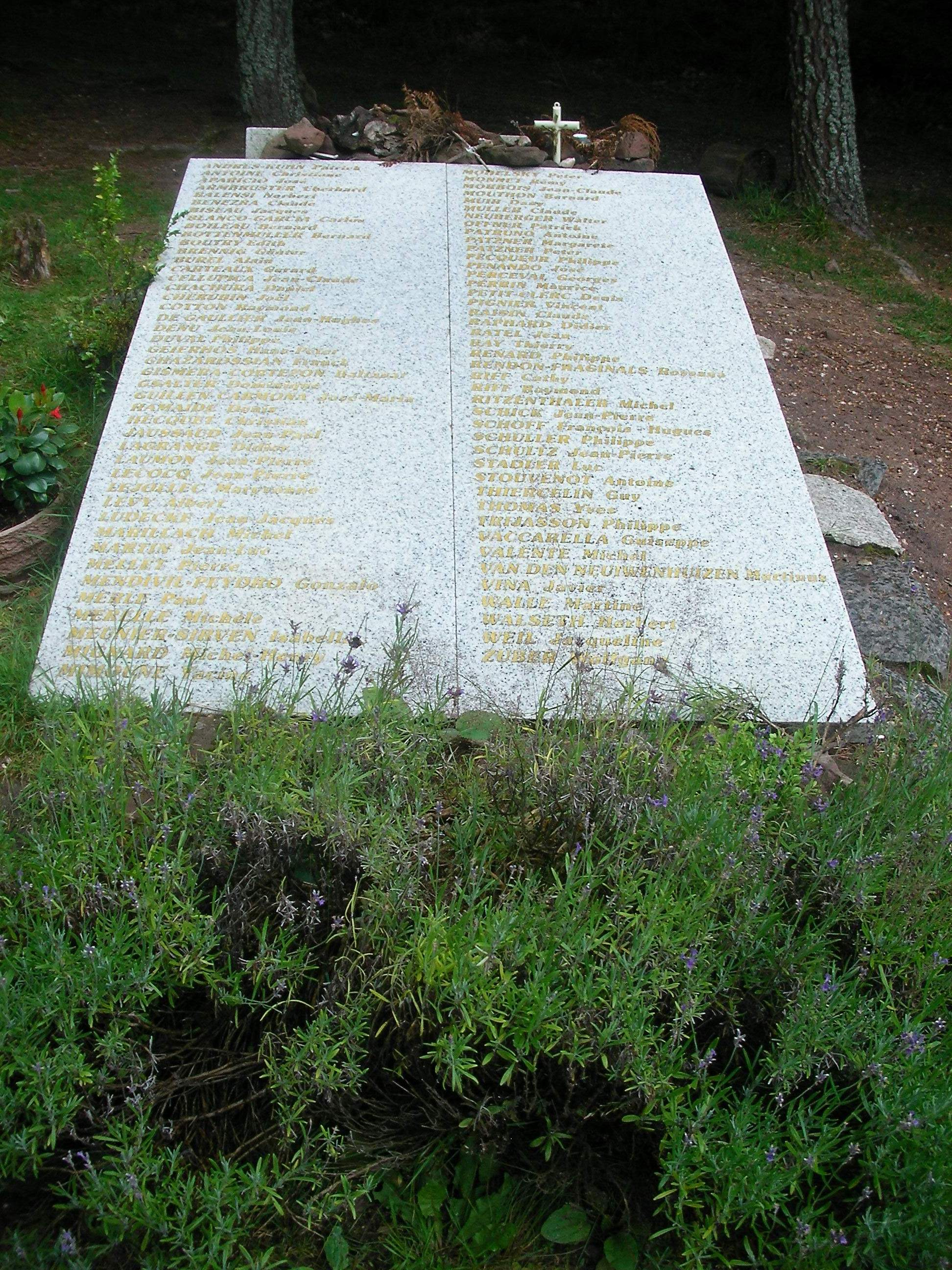
Targa commemorativa per le vittime

Il Bureau d'enquêtes et d'analyses pour la sécurité de l'aviation civile (BEA) crede che il volo 148 si sia schiantato perché i piloti inavvertitamente hanno lasciato il pilota automatico impostato in modalità "Vertical Speed" (rateo di discesa o velocità verticale) anziché in modalità "Flight Path Angle" (angolo di rampa o angolo di discesa): quando hanno inserito "-33" per "angolo di 3,3° di discesa", il pilota automatico lo ha interpretato come un rateo di discesa di 3.300 piedi (1.000 m) al minuto.
Dopo questo incidente, il pilota automatico dell'Airbus è stato modificato in modo che la regolazione della velocità verticale viene visualizzata con un numero di quattro cifre, impedendo la confusione con la "Flight Path Angle".
Ci sono stati anche altri fattori che hanno contribuito all'incidente. Quando gli investigatori hanno inserito questo tasso di discesa in un simulatore di volo, l'aereo "virtuale" non è precipitato. Ulteriori indagini hanno dimostrato che, dopo aver incontrato alcune piccole turbolenze, un programma di sicurezza dell'autopilota ha ulteriormente aumentato la discesa aggiungendosi così alla catena di eventi che ha causato il disastro.

## Le conseguenze
In seguito a questo incidente:
- Per evitare qualsiasi confusione tra la velocità di discesa (in piedi al minuto) e l'angolo di discesa (in gradi), il display dello strumento di bordo dell'Airbus viene modificato: il display della velocità di discesa cambia a quattro cifre invece di due (ad esempio 3300 per 3300 piedi al minuto); la pendenza di discesa resta indicata come prima con due numeri (33 per 3,3 gradi).[10]
- Fu adottato il sistema di allarme di prossimità al suolo GPWS, inizialmente rifiutato dai piloti dell'Air Inter accusandolo di numerosi falsi allarmi (in particolare durante i voli su terreni granitici).
  - Il GPWS è stato rifiutato dai piloti dell'Air Inter per "allarmi fastidiosi", in particolare durante i loro avvicinamenti considerati "sconsiderati" a 300 nodi + sotto FL100. Già nel 1992 il GPWS era considerato uno strumento efficace nella prevenzione della CFIT. Questa voglia di affrancamento dell'Air Inter dimostra un sentimento di vanità o di eccessiva fiducia da parte di alcuni piloti dell'epoca.[11]
- Diventa obbligatorio portare con sé un segnale di soccorso, di tipo ELT (Emergency Locator Transmitter), a bordo di un aereo commerciale. Fu nel 1995 che apparve l'obbligo normativo. D'ora in poi tutti gli aerei saranno dotati di questo localizzatore di emergenza dedicato all'aviazione, che si attiva automaticamente in caso di incidente.

A causa della difficoltà di identificare le vittime, l'Istituto di ricerca criminale della Gendarmeria Nazionale ha istituito nel 1992 un'Unità di identificazione delle vittime di disastri della Gendarmeria (UGIVC) per la raccolta di dati ante mortem e post mortem.

## I provvedimenti

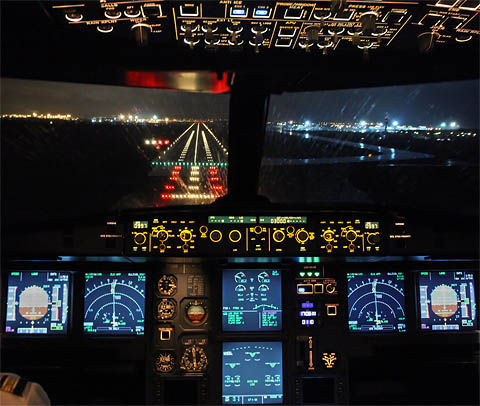
Cabina di pilotaggio di un A320 durante un volo notturno nel 2008.

Sei mesi dopo l'incidente, tenendo conto delle prime valutazioni, diversi sistemi sull'A320 furono migliorati o aggiunti: installazione di un GPWS (allarme di prossimità al suolo), trasformazione dell'ergonomia della cabina di pilotaggio (discesa dei quadranti, pulsanti per FPA, Flight Path Angle e velocità di discesa VS, Velocità Verticale), modifica del sistema VOR e della collocazione dei radiofari di soccorso a bordo degli aeromobili in modo da migliorarne la probabilità di intervento in caso di schiacciamento.

## I processi

### Prima parte: l'incidente
Si tratta di sei persone processate per omicidio e lesioni colpose e che rischiano due anni di carcere e una multa di 4.500 euro.
- Pierre-Henri Gourgeon: direttore generale dell'aviazione civile al momento dell'incidente.

- Claude Frantzen: capo del dipartimento di formazione aeronautica e controllo tecnico.

- Daniel Cauvin: Vice Direttore Generale dell'Air Inter responsabile delle questioni tecniche.

- Jacques Rantet: Direttore delle operazioni di volo dell'Air Inter.

- Bernard Ziegler: direttore tecnico di Airbus Industrie all'epoca dei fatti.

- Éric Lammari: controllore del traffico aereo.

Il primo processo si aprì davanti al Tribunale penale di Colmar il 2 maggio 2006 e si concluse il 27 giugno dello stesso anno. Il 7 novembre 2006 la sentenza ha portato all'assoluzione di tutti gli imputati, ma è stata imputata una colpa civile al progettista dell'aereo, Bernard Ziegler, e l'Airbus è stata dichiarata responsabile, congiuntamente all'Air France, facendo valere i diritti dell'Air Inter, per i danni subiti dalle vittime, l'associazione ECHO, l'associazione per la difesa dei familiari delle vittime, riceve un risarcimento di 500.000 euro e alcune famiglie dovranno, dal canto loro, ricevere somme comprese tra 10.000 e 50.000 euro. Ma il 21 novembre l’accusa ha presentato ricorso contro questa decisione.
Il 16 ottobre 2007 è iniziato a Colmar il processo d'appello. I sei imputati furono nuovamente assolti il 14 marzo 2008, e questa volta non fu trovata alcuna colpa né contro Bernard Ziegler né contro Airbus, né fu concesso alcun risarcimento a ECHO. Ha presentato ricorso in cassazione l'8 settembre 2009, ma è stata respinta il 22 settembre dello stesso anno.

### Seconda parte: la lentezza della giustizia
Nel marzo 2001 l'associazione ECHO ha avviato un procedimento contro lo Stato francese per "durata eccessiva" del procedimento penale. Il 12 settembre 2005, la procura di Strasburgo ha chiesto il rinvio a data da destinarsi della causa intentata dall'associazione contro lo Stato francese per l'esame delle requisizioni. Il giudice accoglie la sua richiesta. L'udienza dura solo tre minuti. Lo stesso giorno, i membri dell'associazione ECHO, arrabbiati per questo incidente, hanno presentato una dichiarazione di principio di ricorso alla Corte europea dei diritti dell'uomo. La richiesta è stata effettivamente depositata il 13 gennaio 2006. Il 9 ottobre 2006, le famiglie delle vittime si sono viste respingere dalla Corte Suprema di Colmar la loro richiesta di condanna contro lo Stato.
Il 18 settembre 2009, la Corte d'appello di Colmar ha respinto il ricorso dell'associazione ECHO contro lo Stato. L'associazione decide di ricorrere in cassazione e, in caso di soccombenza, di portare il caso davanti alla Corte europea dei diritti dell'uomo (CEDU). Il ricorso è stato respinto il 23 febbraio 2011. Nel maggio 2011 ha espresso la sua insoddisfazione e la sensazione di essere stata ingannata e nel luglio 2011 ha deciso di abbandonare tutto, in particolare il progetto di presentare ricorso alla CEDU.
Contrariamente alle informazioni che circolavano nel 2014, quando l’ex presidente lasciò l’incarico, l’associazione ECHO continua ad esistere. Nel 2022, trent'anni dopo, perpetua ancora la memoria delle vittime del disastro.

## Il volo Air Inter 148 nei media
L'incidente del volo 148 della Air Inter è stato analizzato nell'episodio Condanna al fallimento della nona stagione del programma televisivo documentaristico Indagini ad alta quota trasmesso dal National Geographic Channel.